# Bundestagswahlkreis Koblenz
Der Wahlkreis Koblenz (Wahlkreis 198; bis zur Bundestagswahl 2021 Wahlkreis 199) ist seit 1949 ein Bundestagswahlkreis in Rheinland-Pfalz. Er umfasst die kreisfreie Stadt Koblenz, die Stadt Bendorf sowie die Verbandsgemeinden Rhein-Mosel, Vallendar und Weißenthurm aus dem Landkreis Mayen-Koblenz und aus dem Rhein-Lahn-Kreis die Stadt Lahnstein, die Verbandsgemeinde Loreley sowie von der Verbandsgemeinde Bad Ems-Nassau die Gemeinden Arzbach, Bad Ems, Becheln, Dausenau, Fachbach, Frücht, Kemmenau, Miellen und Nievern. Seit 1949 wurde der Wahlkreis stets von den Direktkandidaten der CDU gewonnen.

## Wahlkreisgeschichte
| Wahl      | Wahlkreisname | Gebiet |
| --------- | ------------- | --- |
| 1949      | 3 Koblenz     | Stadt Koblenz, Landkreis Koblenz, Landkreis Sankt Goar |
| 1953–1969 | 150 Koblenz   | Stadt Koblenz, Landkreis Koblenz, Landkreis Sankt Goar |
| 1972–1976 | 150 Koblenz   | Stadt Koblenz, vom Landkreis Mayen-Koblenz die Stadt Bendorf sowie die Verbandsgemeinden Rhens, Untermosel, Vallendar und Weißenthurm, vom Rhein-Hunsrück-Kreis die Stadt Boppard sowie die Verbandsgemeinden Emmelshausen und Sankt Goar-Oberwesel |
| 1980–1998 | 148 Koblenz   | Stadt Koblenz, vom Landkreis Mayen-Koblenz die Stadt Bendorf sowie die Verbandsgemeinden Rhens, Untermosel, Vallendar und Weißenthurm, vom Rhein-Hunsrück-Kreis die Stadt Boppard sowie die Verbandsgemeinden Emmelshausen und Sankt Goar-Oberwesel |
| 2002      | 202 Koblenz   | Stadt Koblenz, vom Landkreis Mayen-Koblenz die Stadt Bendorf sowie die Verbandsgemeinden Rhens, Untermosel, Vallendar und Weißenthurm, vom Rhein-Lahn-Kreis die Stadt Lahnstein sowie die Verbandsgemeinden Bad Ems, Braubach und Loreley |
| 2005      | 201 Koblenz   | Stadt Koblenz, vom Landkreis Mayen-Koblenz die Stadt Bendorf sowie die Verbandsgemeinden Rhens, Untermosel, Vallendar und Weißenthurm, vom Rhein-Lahn-Kreis die Stadt Lahnstein sowie die Verbandsgemeinden Bad Ems, Braubach und Loreley |
| 2009–2013 | 200 Koblenz   | Stadt Koblenz, vom Landkreis Mayen-Koblenz die Stadt Bendorf sowie die Verbandsgemeinden Rhens, Untermosel, Vallendar und Weißenthurm, vom Rhein-Lahn-Kreis die Stadt Lahnstein sowie die Verbandsgemeinden Bad Ems, Braubach und Loreley |
| 2017–2021 | 199 Koblenz   | Stadt Koblenz, vom Landkreis Mayen-Koblenz die Stadt Bendorf sowie die Verbandsgemeinden Rhein-Mosel, Vallendar und Weißenthurm, vom Rhein-Lahn-Kreis die Stadt Lahnstein, die Verbandsgemeinde Loreley sowie von der Verbandsgemeinde Bad Ems-Nassau die Gemeinden Arzbach, Bad Ems, Becheln, Dausenau, Fachbach, Frücht, Kemmenau, Miellen und Nievern |
| 2025–     | 198 Koblenz   | Stadt Koblenz, vom Landkreis Mayen-Koblenz die Stadt Bendorf sowie die Verbandsgemeinden Rhein-Mosel, Vallendar und Weißenthurm, vom Rhein-Lahn-Kreis die Stadt Lahnstein, die Verbandsgemeinde Loreley sowie von der Verbandsgemeinde Bad Ems-Nassau die Gemeinden Arzbach, Bad Ems, Becheln, Dausenau, Fachbach, Frücht, Kemmenau, Miellen und Nievern |

## Wahlkreisabgeordnete
| Wahl | Abgeordneter | Abgeordneter         | Partei | Stimmen in % |
| ---- | ------------ | -------------------- | ------ | ------------ |
| 1949 |              | Karl Weber           | CDU    |              |
| 1953 |              | Karl Weber           | CDU    |              |
| 1957 |              | Karl Weber           | CDU    |              |
| 1961 |              | Karl Weber           | CDU    |              |
| 1965 |              | Egon Klepsch         | CDU    |              |
| 1969 |              | Egon Klepsch         | CDU    |              |
| 1972 |              | Egon Klepsch         | CDU    |              |
| 1976 |              | Egon Klepsch         | CDU    |              |
| 1980 |              | Roswitha Verhülsdonk | CDU    |              |
| 1983 |              | Roswitha Verhülsdonk | CDU    |              |
| 1987 |              | Roswitha Verhülsdonk | CDU    |              |
| 1990 |              | Roswitha Verhülsdonk | CDU    |              |
| 1994 |              | Karl-Heinz Scherhag  | CDU    |              |
| 1998 |              | Karl-Heinz Scherhag  | CDU    |              |
| 2002 |              | Michael Fuchs        | CDU    |              |
| 2005 | 45,4         | Michael Fuchs        | CDU    |              |
| 2009 | 36,0         | Michael Fuchs        | CDU    |              |
| 2013 | 48,0         | Michael Fuchs        | CDU    |              |
| 2017 |              | Josef Oster          | CDU    | 41,3         |
| 2021 | 31,7         | Josef Oster          | CDU    |              |
| 2025 | 35,7         | Josef Oster          | CDU    |              |

## Wahlergebnisse

### Bundestagswahl 2025
| Kandidaten                                             | Kandidaten                | Parteien/Listen       | Erststimmen | Erststimmen | Zweitstimmen | Zweitstimmen |
| Kandidaten                                             | Kandidaten                | Parteien/Listen       | Stimmen     | %           | Stimmen      | %            |
| ------------------------------------------------------ | ------------------------- | --------------------- | ----------- | ----------- | ------------ | ------------ |
|                                                        | Thorsten Rudolph          | SPD                   | 37.659      | 24,4        | 30.233       | 19,5         |
|                                                        | Josef Ostergewählt im WK  | CDU                   | 55.097      | 35,7        | 48.758       | 31,5         |
|                                                        | Kim Theisen               | Bündnis 90/Die Grünen | 15.001      | 9,7         | 18.026       | 11,6         |
|                                                        | Jonathan Voss             | FDP                   | 4.703       | 3,0         | 7.405        | 4,8          |
|                                                        | Joachim Paul              | AfD                   | 24.836      | 16,1        | 25.417       | 16,4         |
|                                                        | Oliver Antpöhler-Zwiernik | Die Linke             | 9.028       | 5,9         | 11.900       | 7,7          |
|                                                        | Dennis Graf               | Freie Wähler          | 5.858       | 3,8         | 2.959        | 1,9          |
|                                                        | –                         | Tierschutzpartei      | –           | –           | 1.673        | 1,1          |
|                                                        | –                         | Die PARTEI            | –           | –           | 803          | 0,5          |
|                                                        | Dominik Rapp              | Volt                  | 2.110       | 1,4         | 1.121        | 0,7          |
|                                                        | –                         | ÖDP                   | –           | –           | 208          | 0,1          |
|                                                        | –                         | MLPD                  | –           | –           | 62           | 0,0          |
|                                                        | –                         | Bündnis Deutschland   | –           | –           | 189          | 0,1          |
|                                                        | –                         | BSW                   | –           | –           | 6.197        | 4,0          |
| Gesamt                                                 | Gesamt                    | Gesamt                | 154.292     | 100         | 154.951      | 100          |
|                                                        |                           |                       |             |             |              |              |
| Ungültige Stimmen                                      | Ungültige Stimmen         | Ungültige Stimmen     | 1.639       | 1,1         | 980          | 0,6          |
| Wähler                                                 | Wähler                    | Wähler                | 155.931     | 82,2        | 155.931      | 82,2         |
| Wahlberechtigte                                        | Wahlberechtigte           | Wahlberechtigte       | 189.667     |             | 189.667      |              |
|                                                        |                           |                       |             |             |              |              |
| Quellen: Die Bundeswahlleiterin, Kandidaten – Ergebnis |                           |                       |             |             |              |              |

### Bundestagswahl 2021
Die Bundestagswahl 2021 fand am Sonntag, dem 26. September 2021, statt.
| Direktkandidat            | Partei           | Erststimmen in % | Zweitstimmen in % |
| ------------------------- | ---------------- | ---------------- | ----------------- |
| Josef Oster               | CDU              | 31,7             | 26,0              |
| Thorsten Rudolph          | SPD              | 29,9             | 29,3              |
| Carsten Dittmann          | AfD              | 6,7              | 7,1               |
| Markus Wieseler           | FDP              | 7,7              | 11,2              |
| Lena Etzkorn              | GRÜNE            | 12,4             | 14,4              |
| Oliver Antpöhler-Zwiernik | DIE LINKE        | 2,8              | 3,3               |
| Kathrin Laymann           | FREIE WÄHLER     | 4,8              | 3,4               |
| Michael Brüggemann        | Die PARTEI       | 1,6              | 1,0               |
| –                         | PIRATEN          | –                | 0,5               |
| Carolin Schmidt           | ÖDP              | 0,4              | 0,2               |
| –                         | NPD              | –                | 0,1               |
| –                         | V-Partei³        | –                | 0,1               |
| –                         | MLPD             | –                | 0,0               |
| Mark Schneider            | dieBasis         | 1,2              | 1,0               |
| –                         | DiB              | –                | 0,1               |
| –                         | LKR              | –                | 0,0               |
| –                         | Die Humanisten   | –                | 0,1               |
| –                         | Tierschutzpartei | –                | 1,2               |
| –                         | Team Todenhöfer  | –                | 0,4               |
| Roman Snegur              | Volt             | 0,5              | 0,4               |
| Alexandra Sayn            | Klimaliste RLP   | 0,3              | –                 |

### Bundestagswahl 2017
Die Bundestagswahl 2017 fand am Sonntag, dem 24. September 2017, statt.
| Direktkandidat            | Partei       | Erststimmen in % | Zweitstimmen in % |
| ------------------------- | ------------ | ---------------- | ----------------- |
| Josef Oster               | CDU          | 41,3 %           | 37,8 %            |
| Detlev Pilger             | SPD          | 28,7 %           | 23,8 %            |
| Florian Glock             | FDP          | 6,5 %            | 10,8 %            |
| Thomas Damson             | AfD          | 8,2 %            | 9,2 %             |
| Patrick Zwiernik          | GRÜNE        | 6,2 %            | 7,9 %             |
| Ulrich Lenz               | LINKE        | 5,2 %            | 6,9 %             |
| Andreas Werner Müller     | Die PARTEI   | 1,2 %            | 1,1 %             |
| Stefan Scheer             | Freie Wähler | 1,8 %            | 1,1 %             |
| Marieluise Charlotte Salm | PIRATEN      | 0,7 %            | 0,5 %             |
| —                         | V-Partei³    | —                | 0,2 %             |
| —                         | ÖDP          | —                | 0,2 %             |
| —                         | NPD          | —                | 0,2 %             |
| —                         | BGE          | —                | 0,2 %             |
| —                         | MLPD         | —                | 0,0 %             |

### Bundestagswahl 2013
Die Bundestagswahl 2013 fand am Sonntag, dem 22. September 2013, statt.
Es traten 14 Parteien in Rheinland-Pfalz landesweit gegeneinander an. Dies entschied der Landeswahlausschuss in einer öffentlichen Sitzung am 26. Juli 2013 in Mainz. Damit erhielten alle Parteien eine Zulassung, die fristgerecht bis zum 15. Juli ihre Landeslisten und weitere Unterlagen eingereicht hatten.
Die Reihenfolge der zugelassenen Landeslisten auf dem Stimmzettel richtet sich zunächst nach der Zahl der Zweitstimmen, die die jeweilige Partei bei der letzten Bundestagswahl im Land erreicht hat (Listenplätze 1 – 10):
CDU, SPD, FDP, GRÜNE, Die Linke, PIRATEN, NPD, REP, ÖDP und MLPD. Neu kandidierende Listen schließen sich in alphabetischer Reihenfolge ihres Namens an (Listenplätze 11 – 14): Alternative für Deutschland (AfD), Bürgerbewegung pro Deutschland (pro Deutschland), Freie Wähler und die Partei der Vernunft.
| Direktkandidat      | Partei          | Erststimmen in % | Zweitstimmen in % |
| ------------------- | --------------- | ---------------- | ----------------- |
| Michael Fuchs       | CDU             | 48,0             | 45,0              |
| Detlev Pilger       | SPD             | 30,8             | 27,1              |
| Martin Kaschny      | FDP             | 2,7              | 5,7               |
| Josef Winkler       | GRÜNE           | 8,0              | 7,7               |
| Bettina Lau         | LINKE           | 4,9              | 5,2               |
| Heiko Müller        | PIRATEN         | 2,8              | 2,2               |
| —                   | NPD             | —                | 0,7               |
| —                   | REP             | 0,1              | ?                 |
| —                   | ÖDP             | —                | 0,2               |
| —                   | MLPD            | —                | 0,0               |
| —                   | AfD             | —                | 4,7               |
| —                   | pro Deutschland | —                | 0,2               |
| Stephan Wefelscheid | Freie Wähler    | 2,7              | 1,2               |
| —                   | PDV             | —                | 0,2               |

Detlev Pilger konnte über die Landesliste der SPD in den Bundestag einziehen.

### Bundestagswahl 2009
Bei der Bundestagswahl 2009 waren 196.552 Einwohner wahlberechtigt und hatte bei einer Wahlbeteiligung von 70,6 % folgendes Ergebnis:
| Direktkandidat  | Partei  | Erststimmen in % | Zweitstimmen in % | Bundestagswahl 2005 Zweitstimmen in % |
| --------------- | ------- | ---------------- | ----------------- | ------------------------------------- |
| Michael Fuchs   | CDU     | 44,1             | 36,0              | 38,1                                  |
| Ursula Mogg     | SPD     | 28,1             | 23,8              | 35,1                                  |
| Markus Falk     | FDP     | 9,7              | 17,4              | 12,0                                  |
| Josef Winkler   | GRÜNE   | 9,8              | 10,1              | 7,4                                   |
| Wolfgang Ferner | LINKE   | 7,3              | 8,2               | 4,8                                   |
| —               | REP     | —                | 0,3               | 0,4                                   |
| Sven Lobeck     | NPD     | 1,1              | 0,9               | 1,0                                   |
| —               | PBC     | —                | 0,2               | 0,3                                   |
| —               | FAMILIE | —                | 0,8               | 0,8                                   |
| —               | MLPD    | —                | 0,0               | 0,1                                   |
| —               | DVU     | —                | 0,1               | —                                     |
| —               | ÖDP     | —                | 0,2               | —                                     |
| —               | PIRATEN | —                | 2,0               | —                                     |

Ursula Mogg (SPD) und Josef Winkler (Grüne) sind über die jeweiligen Landeslisten in den Bundestag eingezogen.

### Bundestagswahl 2005
Die Bundestagswahl 2005 hatte bei einer Wahlbeteiligung von 77,6 % folgendes Ergebnis:
| Direktkandidat               | Partei           | Erststimmen in % | Zweitstimmen in % | Bundestagswahl 2002 Zweitstimmen in % |
| ---------------------------- | ---------------- | ---------------- | ----------------- | ------------------------------------- |
| Michael Fuchs                | CDU              | 45,4             | 38,1              | 40,9                                  |
| Ursula Mogg                  | SPD              | 39,2             | 35,1              | 38,9                                  |
| Peter Kaiser                 | FDP              | 4,6              | 12,0              | 9,0                                   |
| Josef Winkler                | GRÜNE            | 5,4              | 7,4               | 8,0                                   |
| Heinrich Schirmer            | LINKE            | 4,2              | 4,8               | 1,0                                   |
| —                            | REP              | —                | 0,4               | 0,4                                   |
| K.-H. Galeazzi-Szymczakowski | NPD              | 1,1              | 1,0               | 0,3                                   |
| —                            | PBC              | —                | 0,3               | 0,2                                   |
| —                            | FAMILIE          | —                | 0,8               | —                                     |
| —                            | MLPD             | —                | 0,1               | —                                     |
| —                            | Offensive D      | —                | —                 | 0,5                                   |
| —                            | Tierschutzpartei | —                | —                 | 0,6                                   |

Ursula Mogg (SPD) und Josef Winkler (Grüne) sind über die jeweiligen Landeslisten in den Bundestag eingezogen.